# 福尔加里亚-内尔弗留利
福尔加里亚-内尔弗留利（義大利語：Forgaria nel Friuli），是意大利弗留利-威尼斯朱利亚大区乌迪内省的一个市镇。总面积29平方公里，人口1869人，人口密度64.4人/平方公里（2009年）。ISTAT代码为030137。